# Myrcia pyrifolia
Myrcia pyrifolia är en myrtenväxtart som först beskrevs av Nicaise Auguste Desvaux, och fick sitt nu gällande namn av Franz Josef Niedenzu. Myrcia pyrifolia ingår i släktet Myrcia och familjen myrtenväxter. Inga underarter finns listade i Catalogue of Life.